# Universidade do Istmo
A Universidade do Istmo é uma universidade guatemalteca de carácter privado, criada no ano de 1977. Sua filosofia está baseada na ideia de viver e promover a cultura da solidariedade. É considerada uma obra corporativa do Opus Dei. Seu lema é :"Saber para servir". Encontra-se localizada na Zona 13 da Cidade da Guatemala.  
- Missão

Formar profissionais com uma excelente preparação acadêmica e prática e uma profunda formação humanística e ética, capazes de promover a cultura da solidariedade e assim transformar positivamente a sociedade. 
- Visão

Ser reconhecida no âmbito regional por sua excelência acadêmica e sua ação solidária e empreendedora.
Cursos e faculdades: Arquitetura e desenho, Ciências Econômicas e Empresariais, Comunicação, Direito, Educação e Engenharia.

## História
Em 2 de fevereiro de 1998 a Universidade abriu suas portas com 210 alunos inscritos. As faculdades fundadoras forma as de Ciências Econômicas e Empresariais e a de Arquitetura e Desenho. Em 2001 começou a funcionar a Faculdade de Direito. Três anos depois, foi constituída a Faculdade de Comunicação  e em 2005 a Faculdade de Educação e a Escola de Engenharia. 
O primeiro ato de graduação foi em fevereiro de 2003 e a partir daí as graduações são anuais. Desde a sua  fundação é uma obra corporativa do Opus Dei. Isto quer dizer que é confiado à Prelazia do Opus Dei a orientação doutrinária e moral de formação que propicia. A antropologia de fundo, que é o modo de entender o homem e a sociedade que tem a UNIS é uma antropologia cristã.  